# Лод, Уильям
Уильям Лод (англ. William Laud; 7 октября 1573 — 10 января 1645) — английский государственный деятель, 76-й архиепископ Кентерберийский с 1632 по 1643. Сторонник Высокой церкви. Выступал против радикальных пуританских реформ, последовательный сторонник короля Карла I до Английской революции.

## Биография
Уильям Лод родился в Рединге в семье скромного торговца тканями, этого факта Лод стеснялся всю жизнь.
Образование Уильям Лод получил в колледже св. Иоанна в Оксфорде.
5 апреля 1601 года Лод был рукоположен в священники. В священном сане он приобрёл репутацию арминианиста и сторонника высокой церкви, также проявил себя как ярый противник пуританства. В то время партия кальвинистов была сильна среди английского духовенства, и утверждения Лода об апостольском преемстве не находили большого количества сторонников.
В 1605 году, несколько против своей воли, обязанный лорду Девонширу, сочетал его браком с богатой, но разведённой Пенелопой Рич.
Лод продолжает расти в своей церковной карьере. В 1611 году он стал президентом колледжа св. Иоанна в Оксфорде, в 1614 он становится протоиереем в Линкольне, а в следующем году становится архидиаконом в Хантингтоне.
Яков I не доверял Лоду, считая что он вызовет большие проблемы в церкви, в отличие от будущего короля Карла I, который явно благоволил ему.
В 1621 году его посвящают в сан епископа Сент-Дэвида, в 1626 он становится епископом Бата и Уэльса. В 1628 году, благодаря покровительству короля Карла I и 1-го герцога Бекингема, Лод становится епископом Лондона и, наконец, в 1632 году достигает вершины своей карьеры, став архиепископом Кентерберийским.
Как архиепископ Кентерберийский, он занимает важное место в правительстве; полностью поддерживает политику Карла I и лорда Вентвуда во всех важных вопросах, с упором на непререкаемый авторитет короля.
В 1630 году стал канцлером Оксфордского университета, он принимал в делах университета более активное участие, чем его предшественники. Лод сыграл важную роль в создании кафедры арабского языка в Оксфорде, также он способствовал приобретению арабских рукописей для Бодлианской библиотеки. С 1633 по 1645 занимал пост канцлера Дублинского университета.
Лода называли «общественный деятель без частной жизни», он действительно всё своё время посвящал работе и не находил времени на развлечения и отдых, популярные у высших кругов того времени. У него было удивительно мало друзей, в связи со своим раздражительным нравом и необыкновенной резкостью в общении он приобретал гораздо больше врагов. Для Уильяма Лода непререкаемым авторитетом был только король Карл I, со всеми остальными, даже стоящими выше его, он готов был спорить в случае несогласия с ними. Когда Уильям Лод столкнулся с лордом главным судьёй Англии и Уэльса, сэром Томасом Ричардсоном, он так его унизил на людях, что Ричардсон вынужден был удалиться в слезах. Даже друзья Лода констатировали его грубость и резкость в общении, виной которой могло быть его неблагородное происхождение.

## Роль в церкви
В церкви Уильям Лод проводил жёсткую политику, связанную с его убеждениями в необходимости навязать единообразие в церкви Англии. Он искренне верил, что это главная задача его пребывания в сане архиепископа. В своём стремлении навязать выгодную ему политику он не останавливался ни перед чем. Лод содействовал осуждению несогласных с его мнением церковных служителей. Так, в 1637 году противники его реформ Уильям Принн, Джон Батсвик, Генри Бертон были осуждены за крамольную клевету, им отрезали уши и оклеймили щёки. Также он способствовал осуждению в Звёздной палате главного своего критика епископа Джона Уильямса, но, вопреки ожиданию Лода, Уильямс не ушёл со своего поста.
Карл I в конце своей жизни признавал, что слишком много доверял Уильяму Лоду в вопросах церковных реформ и позволил его навязчивым идеям развязать конфликт внутри церкви. Карл I завещал своему сыну никогда полностью не полагаться на кого-либо в церковных вопросах. Лод со своей стороны также обвинил короля в том, что тот поддался парламенту и подписал указ о казни одного из главных своих сторонников Томаса Страффорда.

## Осуждение и казнь

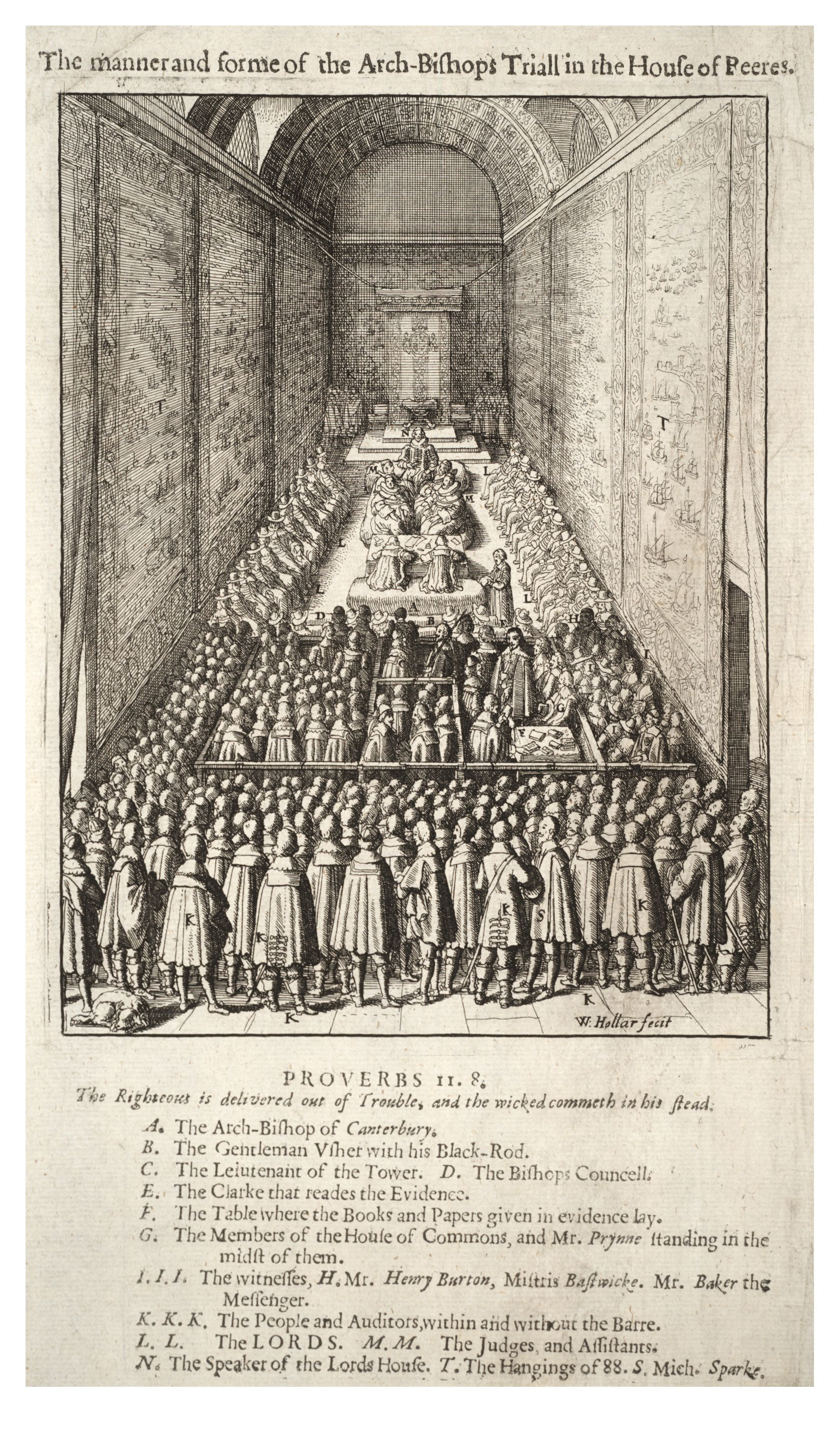
Суд за измену

В 1640 году Долгий парламент обвинил Уильяма Лода в измене, а в Великом протесте содержалось требование о его заключении под стражу, где он провёл первые годы Английской революции. Лод был заключён в Тауэр; помимо нескольких личных врагов, которые были осуждены по наущению Лода (Уильям Принн, Джон Уильямс), парламент не стремился к какому-либо серьёзному процессу против Лода, ожидая, что он в силу возраста скончается от естественных причин. Весной 1644 года всё же состоялся процесс над Лодом; так же, как и в случае с Томасом Страффордом, суду не были явлены какие-либо доказательства его государственной измены. В конечном счёте, в соответствии с биллем об опале парламент приговорил Лода к смертной казни. 10 января 1645 года Уильям Лод был обезглавлен на Тауэр-Хилл, несмотря на предоставленное помилование короля. Он принял смерть с мужеством и достоинством, непоколебимый в своих религиозных убеждениях.
Уильям Лод похоронен в колледже св. Иоанна в Оксфорде.
Уильям Лод поминается особым чином Англиканской церковью и Епископальной церковью 10 января.